# Chirocephalus povolnyi
Chirocephalus povolnyi är en kräftdjursart som beskrevs av Brtek 1967. Chirocephalus povolnyi ingår i släktet Chirocephalus och familjen Chirocephalidae. Inga underarter finns listade i Catalogue of Life.